# Сунчаница са љуштуром
Сунчаница са љуштуром (лат. Macrolepiota rhacodes) или чупава сунчаница, је јестива гљива, врло слична сродној обичној сунчаници. Расте у свим шумама, а нарочито у мешовитим и багремовим, а има је и у воћњацима, а за разлику од обичне сунчанице више воли хлад. Веома је честа. Време раста у касно лето и у јесен (од септембра до новембра). Једе се само шешир (који се често у кулинарству похује).

## Опис
- Шешир: пречника 10-30 см., округао или јајолик, старији скоро потпуно раван, основна боја беличасто-крем са крупним, тамним, вунастим љуспама неправилног облика.
- Листићи: беличасти, густи, мекани, слободни. Временом тамне.
- Дршка: висока 15-40 см., пречника 1-2cm, дрвенаста, танка при врху, ваљкаста, шупља, глатка и боје као и шешир, дно гомољасто задебљано, носи трајни покретни прстен. При дужем притиску прстију постаје тамнобраон.
- Месо бело, мекано, скоро неосетног укуса и мириса. На пресеку наранџасто у шеширу и црвено у дршци.[1]
- Споре у маси беле.

## Употреба у кулинарству
Сунчаница са љуштуром је јестива, али само ако је довољно термички обрађена, јер у супротном може изазвати стомачне тегобе. Чак и добро спремљена може изазвати проблеме са варењем код неких особа, па и алергијске реакције. Такође, може се помешати са отровном Chlorophyllum molybdites, која успева у суптропској клими (код нас је нема), али која има зелене споре.

## Слике
- Листићи
- Изглед са стране
- Печурке
- Бокор сунчаница
- Младе печурке
- Дршка са гомољем и прстеном
- Листићи
- Дршка са зоном од прстена
- листићи
- Отисак спора и пресек
- Отисак спора
- Шешир
- Chlorophyllum rhacodes

|  | Опис гљиве у овом чланку није потпун нити је довољан за коректну и сигурну идентификацију гљиве. Непажњом врло лако се јестиве гљиве могу помешати са отровним. Уколико се поједу отровне уместо јестивих гљива, може доћи до тешких оштећења појединих органа, или до смрти оног који их је појео. Aко желите да скупљате гљиве, не препоручује се коришћење описа из овог чланка за препознавање, већ да се обавестите о изгледу и начину препознавања код неког стручњака за гљиве. |

## Сродне врсте
- Сунчаница
- Сисата сунчаница
- (подврста Сунчанице са љуштуром)